# Leichtathletik-Halleneuropameisterschaften 2021/Teilnehmer (Deutschland)
| Gelbes Symbol für Goldmedaillen mit stilisierten Olympischen Ringen | Graues Symbol für Silbermedaillen mit stilisierten Olympischen Ringen | Braundes Symbol für Bronzemedaillen mit stilisierten Olympischen Ringen |
| ------------------------------------------------------------------- | --------------------------------------------------------------------- | ----------------------------------------------------------------------- |
| —                                                                   | 2                                                                     | 4                                                                       |

Aus Deutschland nahmen 25 Athletinnen und 23 Athleten bei den Leichtathletik-Halleneuropameisterschaften 2021 in Toruń teil, die sechs Medaillen (2 × Silber und 4 × Bronze) errangen.
Der Deutsche Leichtathletik-Verband (DLV) hatte 50 Athleten und Athletinnen nominiert, von den verletzungsbedingt kurzfristig Constantin Preis (400 m) und Mohamed Mohumed (3000 m) absagen mussten.

## Ergebnisse

### Frauen

#### Laufdisziplinen
| Athletin | Disziplin         | Vorlauf                 | Vorlauf                 | Halbfinale         | Halbfinale         | Finale             | Finale             |
| Athletin | Disziplin         | Zeit                    | Platz                   | Zeit               | Platz              | Zeit               | Platz              |
| --- | ----------------- | ----------------------- | ----------------------- | ------------------ | ------------------ | ------------------ | ------------------ |
| Yasmin Kwadwo | 60 m              | DQ (Fehlstart TR16.7.1) | DQ (Fehlstart TR16.7.1) | nicht qualifiziert | nicht qualifiziert | nicht qualifiziert | nicht qualifiziert |
| Amelie-Sophie Lederer | 60 m              | 7,30 s                  | 8                       | 7,29 s             | 13                 | nicht qualifiziert | nicht qualifiziert |
| Jennifer Montag | 60 m              | 7,25 s                  | 3                       | 7,27 s             | 8                  | 7,29 s             | 7                  |
| Laura Müller | 400 m             | 53,03 s                 | 21                      | nicht qualifiziert | nicht qualifiziert | nicht qualifiziert | nicht qualifiziert |
| Corinna Schwab | 400 m             | 53,06 s                 | 22                      | nicht qualifiziert | nicht qualifiziert | nicht qualifiziert | nicht qualifiziert |
| Christina Hering | 800 m             | 2:04,06 min             | 5                       | 2:03,67 min        | 9                  | nicht qualifiziert | nicht qualifiziert |
| Tanja Spill | 800 m             | 2:03,22 min             | 3                       | 2:04,43 min        | 13                 | nicht qualifiziert | nicht qualifiziert |
| Katharina Trost | 800 m             | 2:06,89 min             | 28                      | nicht qualifiziert | nicht qualifiziert | nicht qualifiziert | nicht qualifiziert |
| Caterina Granz | 1500 m            | 4:13,53 min             | 14                      | nicht qualifiziert | nicht qualifiziert | nicht qualifiziert | nicht qualifiziert |
| Hanna Klein | 1500 m            | 4:09,35 min             | 1                       | –––                | –––                | 4:20,07 min        | Bronze             |
| Gesa-Felicitas Krause | 1500 m            | 4:09,92 min SB          | 3                       | –––                | –––                | 4:24,26 min        | 8                  |
| Elena Burkard | 3000 m            | 8:56,56 min PB          | 5                       | –––                | –––                | 8:51,09 min PB     | 7                  |
| Lea Meyer | 3000 m            | 9:05,13 min             | 15                      | nicht qualifiziert | nicht qualifiziert | nicht qualifiziert | nicht qualifiziert |
| Corinna Schwab, Brenda Cataria-Byll, Laura Müller, Ruth Sophia Spelmeyer-Preuß nicht eingesetzt: Luna Thiel, Alica Schmidt | 4 × 400 m Staffel | –––                     | –––                     | –––                | –––                | 3:31,47 min        | 6                  |

#### Sprung/Wurf
| Athletin             | Disziplin   | Qualifikation | Qualifikation | Finale             | Finale             |
| Athletin             | Disziplin   | Weite         | Platz         | Weite              | Platz              |
| -------------------- | ----------- | ------------- | ------------- | ------------------ | ------------------ |
| Merle Homeier        | Weitsprung  | 6,50 m        | 11            | nicht qualifiziert | nicht qualifiziert |
| Maryse Luzolo        | Weitsprung  | 16,48 m       | 12            | nicht qualifiziert | nicht qualifiziert |
| Malaika Mihambo      | Weitsprung  | 6,58 m        | 5             | 6,88 m SB          | Silber             |
| Neele Eckhardt-Noack | Dreisprung  | 14,12 m SB    | 4             | 14,52 m PB         | Bronze             |
| Jessie Maduka        | Dreisprung  | 13,50 m       | 15            | nicht qualifiziert | nicht qualifiziert |
| Sara Gambetta        | Kugelstoßen | 18,43 m PB    | 7             | 18,34 m            | 6                  |
| Katharina Maisch     | Kugelstoßen | 17,93 m       | 10            | nicht qualifiziert | nicht qualifiziert |
| Christina Schwanitz  | Kugelstoßen | 18,86 m       | 1             | 19,04 m            | Bronze             |

### Männer

#### Laufdisziplinen
| Athlet            | Disziplin   | Vorlauf        | Vorlauf | Halbfinale         | Halbfinale         | Finale             | Finale             |
| Athlet            | Disziplin   | Zeit           | Platz   | Zeit               | Platz              | Zeit               | Platz              |
| ----------------- | ----------- | -------------- | ------- | ------------------ | ------------------ | ------------------ | ------------------ |
| Kevin Kranz       | 60 m        | 6,61 s         | 3       | 6,58 s             | 3                  | 6,60 s             | Silber             |
| Michael Pohl      | 60 m        | 6,72 s         | 24      | 6,67 s             | 14                 | nicht qualifiziert | nicht qualifiziert |
| Julian Wagner     | 60 m        | 6,67 s         | 9       | 6,68 s             | 19                 | nicht qualifiziert | nicht qualifiziert |
| Henrik Krause     | 400 m       | 47,39 s        | 23      | nicht qualifiziert | nicht qualifiziert | nicht qualifiziert | nicht qualifiziert |
| Marvin Schlegel   | 400 m       | 46,77 s        | 7       | 47,02 s            | 10                 | nicht qualifiziert | nicht qualifiziert |
| Christoph Kessler | 800 m       | 1:50,12 min    | 23      | 1:49,46 min        | 14                 | nicht qualifiziert | nicht qualifiziert |
| Marc Reuther      | 800 m       | 1:50,98 min    | 31      | nicht qualifiziert | nicht qualifiziert | nicht qualifiziert | nicht qualifiziert |
| Oskar Schwarzer   | 800 m       | 1:50,09 min    | 22      | nicht qualifiziert | nicht qualifiziert | nicht qualifiziert | nicht qualifiziert |
| Karl Bebendorf    | 1500 m      | 3:41,29 s      | 17      | nicht qualifiziert | nicht qualifiziert | nicht qualifiziert | nicht qualifiziert |
| Marius Probst     | 1500 m      | 3:44,63 min    | 36      | nicht qualifiziert | nicht qualifiziert | nicht qualifiziert | nicht qualifiziert |
| Homiyu Tesfaye    | 1500 m      | 3:42,59 min    | 29      | nicht qualifiziert | nicht qualifiziert | nicht qualifiziert | nicht qualifiziert |
| Marcel Fehr       | 3000 m      | 7:48,06 min PB | 6       | –––                | –––                | 7:54,48 min        | 10                 |
| Erik Balnuweit    | 60 m Hürden | 7,71 s         | 10      | 7,74 s             | 12                 | nicht qualifiziert | nicht qualifiziert |

#### Sprung/Wurf
| Athletin              | Disziplin      | Qualifikation | Qualifikation | Finale             | Finale             |
| Athletin              | Disziplin      | Höhe/Weite    | Platz         | Höhe/Weite         | Platz              |
| --------------------- | -------------- | ------------- | ------------- | ------------------ | ------------------ |
| Tobias Potye          | Hochsprung     | 2,21 m        | 6             | 2,26 m =PB         | 4                  |
| Mateusz Przybylko     | Hochsprung     | 2,21 m        | 3             | 2,19 m             | 7                  |
| Jonas Wagner          | Hochsprung     | 2,16 m        | 11            | nicht qualifiziert | nicht qualifiziert |
| Torben Blech          | Stabhochsprung | 5,60 m        | 9             | nicht qualifiziert | nicht qualifiziert |
| Bo Kanda Lita Baehre  | Stabhochsprung | 5,60 m        | 4             | o. g. V.           | –                  |
| Oleg Zernikel         | Stabhochsprung | 5,70 m        | 2             | 5,70 m             | 4                  |
| Maximilian Entholzner | Weitsprung     | 7,91 m        | 3             | 7,87 m             | 5                  |
| Max Heß               | Dreisprung     | 16,86 m       | 2             | 17,01 m SB         | Bronze             |

#### Siebenkampf
| Athlet           | Disziplin | 60 m       | Weitsprung | Kugelstoßen | Hochsprung | 60 m Hürden | Stabhochsprung | 1000 m      | Punkte | Platz |
| ---------------- | --------- | ---------- | ---------- | ----------- | ---------- | ----------- | -------------- | ----------- | ------ | ----- |
| Andreas Bechmann | Ergebnis  | 7,02 s =SB | 7,49 m SB  | 13,80 m     | 2,10 m =PB | 8,57 s      | 5,10 m         | 2:47,51 min | 5995   | 6     |
| Andreas Bechmann | Punkte    | 875        | 932        | 716         | 896        | 843         | 941            | 792         | 5995   | 6     |
| Kai Kazmirek     | Ergebnis  | 7,15 s =PB | 6,55 m     | DNS         | DNS        | DNS         | DNS            | DNS         | DNF    | –     |
| Kai Kazmirek     | Punkte    | 830        | 709        | –           | –          | –           | –              | –           | DNF    | –     |